# Scaptia lata
Scaptia lata là một loài ruồi lớn trong họ Tabanidae, chúng phân bố ở miền nam Chile và nam Argentina. Chúng có các dải màu đỏ vàng bên hông của ngực và bụng.
Giống hầu hết các loài trong họ ruồi trâu, con cái của Scaptia lata phải ăn máu thú trước khi chúng có thể đẻ trứng.

## Hình ảnh

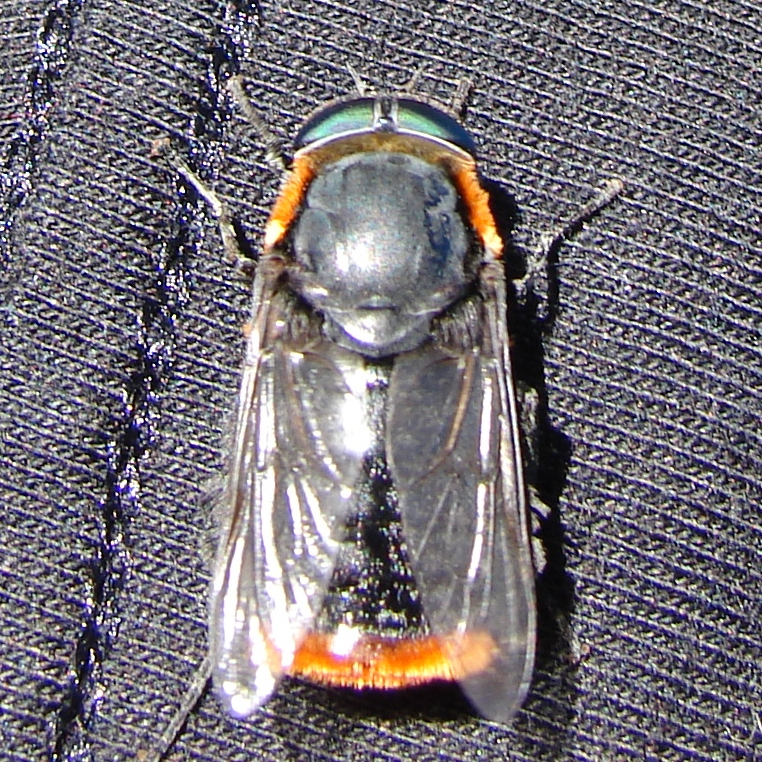